# Gare d'Aiserey
La gare d'Aiserey est une gare ferroviaire française de la ligne de Dijon-Ville à Saint-Amour, située sur le territoire de la commune d'Aiserey, dans le département de la Côte-d'Or, en région Bourgogne-Franche-Comté.
Elle est mise en service en 1882, par la Compagnie des chemins de fer de Paris à Lyon et à la Méditerranée (PLM).
C'est une halte voyageurs de la Société nationale des chemins de fer français (SNCF), desservie par des trains TER Bourgogne-Franche-Comté.

## Situation ferroviaire
Établie à 197 mètres d'altitude, la gare d'Aiserey est située au point kilométrique (PK) 334,736 de la ligne de Dijon-Ville à Saint-Amour, entre les gares de Longecourt et de Brazey-en-Plaine.

## Histoire
La station d'Aiserey est officiellement mise en service le 20 juin 1882 par la Compagnie des chemins de fer de Paris à Lyon et à la Méditerranée (PLM), lorsqu'elle ouvre à l'exploitation la voie unique de la section de Dijon à Seurre de sa ligne de Dijon à Saint-Amour. C'est une station de 4e classe établie sur un palier, à 7 207,90 mètres de celle de Saulon. Elle dispose d'un bâtiment voyageurs, d'une halle à marchandises avec quai découvert, d'un abri, d'un pavillon d'aisances, de deux quais et de voies de service.
La halte est rénovée au début des années 2000, dans le cadre régional d'une convention de modernisation des gares TER, réalisée en partenariat par l'État, le Conseil Régional de Bourgogne et la SNCF. Les travaux ont notamment concerné la peinture, la rénovation du mobilier et l'amélioration de l'information présente dans la halte.

## Fréquentation
De 2015 à 2023, selon les estimations de la SNCF, la fréquentation annuelle de la gare s'élève aux nombres indiqués dans le tableau ci-dessous.
| Année     | 2015   | 2016   | 2017   | 2018   | 2019   | 2020   | 2021   | 2022   | 2023   |
| --------- | ------ | ------ | ------ | ------ | ------ | ------ | ------ | ------ | ------ |
| Voyageurs | 26 267 | 24 134 | 25 375 | 24 241 | 25 004 | 19 409 | 21 511 | 33 880 | 30 881 |

## Service des voyageurs

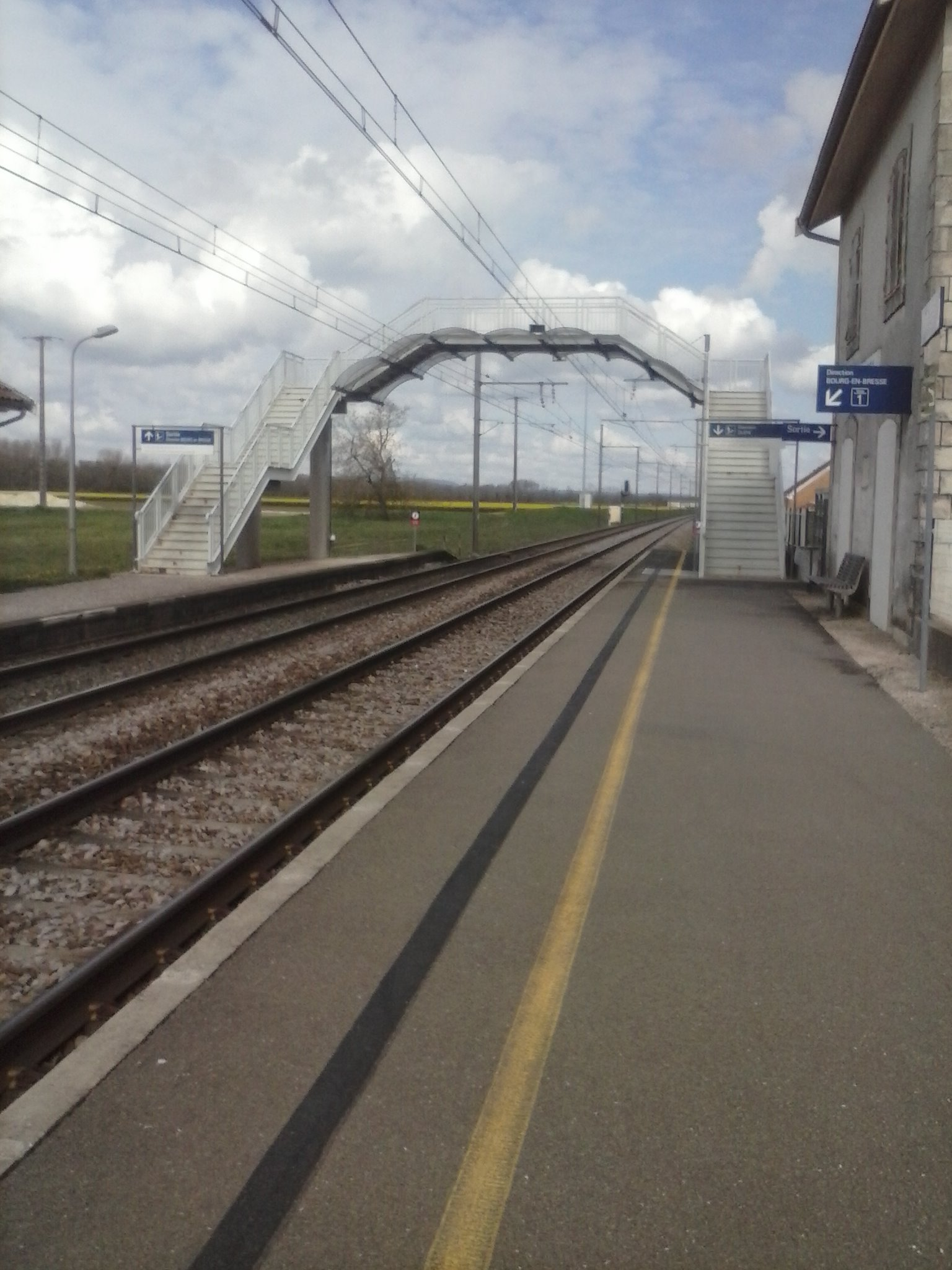
Les quais et la passerelle, vus depuis le quai de la voie 1.

### Accueil
Halte SNCF, c'est un point d'arrêt non géré (PANG) à accès libre.
Une passerelle permet l'accès aux quais et la traversée des voies.
Deux écrans (un sur chaque quai) affichent les arrivés et les départs des trains.

### Desserte
Aiserey est desservie par des trains du réseau TER Bourgogne-Franche-Comté de la relation Dijon-Ville – Bourg-en-Bresse (ou Seurre).

### Intermodalité
Le stationnement des véhicules est possible à proximité de l'ancien bâtiment voyageurs.

## Patrimoine ferroviaire
L'ancien bâtiment voyageurs de type PLM 4e classe, inutilisé par la halte, est toujours présent en octobre 2019.